# Lacs de Cornisello
Les lacs de Cornisello (en italien : laghi di Cornisello) sont deux bassins naturels des Alpes rhétiques méridionales dans le val Nambrone (vallée latérale du val Rendena) dans le Trentin. 
De couleur bleu-vert, ils occupent le fond d'une vallée vers 2 000 m d'altitude, entourés de sommets tels que la Cima Presanella, le Cornisello ou encore la Cima d'Amola. 
Ces deux lacs alpins étaient peu connus en raison des nombreuses heures nécessaires à leur ascension. Aujourd'hui, ils sont reliés au fond de la vallée par une route goudronnée de 13 km, qui se termine près du refuge homonyme. L'eau du lac supérieur est trouble tandis que celle du lac inférieur est plus transparente. Dans les eaux des lacs, vivent de nombreux petits poissons tels que la truite, l'omble chevalier et le chevesne), mais ils ne peuvent être vus que lorsqu'ils mangent à flot. 
Le lac supérieur est le plus grand. Au sud-est, l'émissaire émerge en se brisant initialement contre de grands blocs de tonalite, terminant son parcours au lac inférieur.